# عفص شرقي

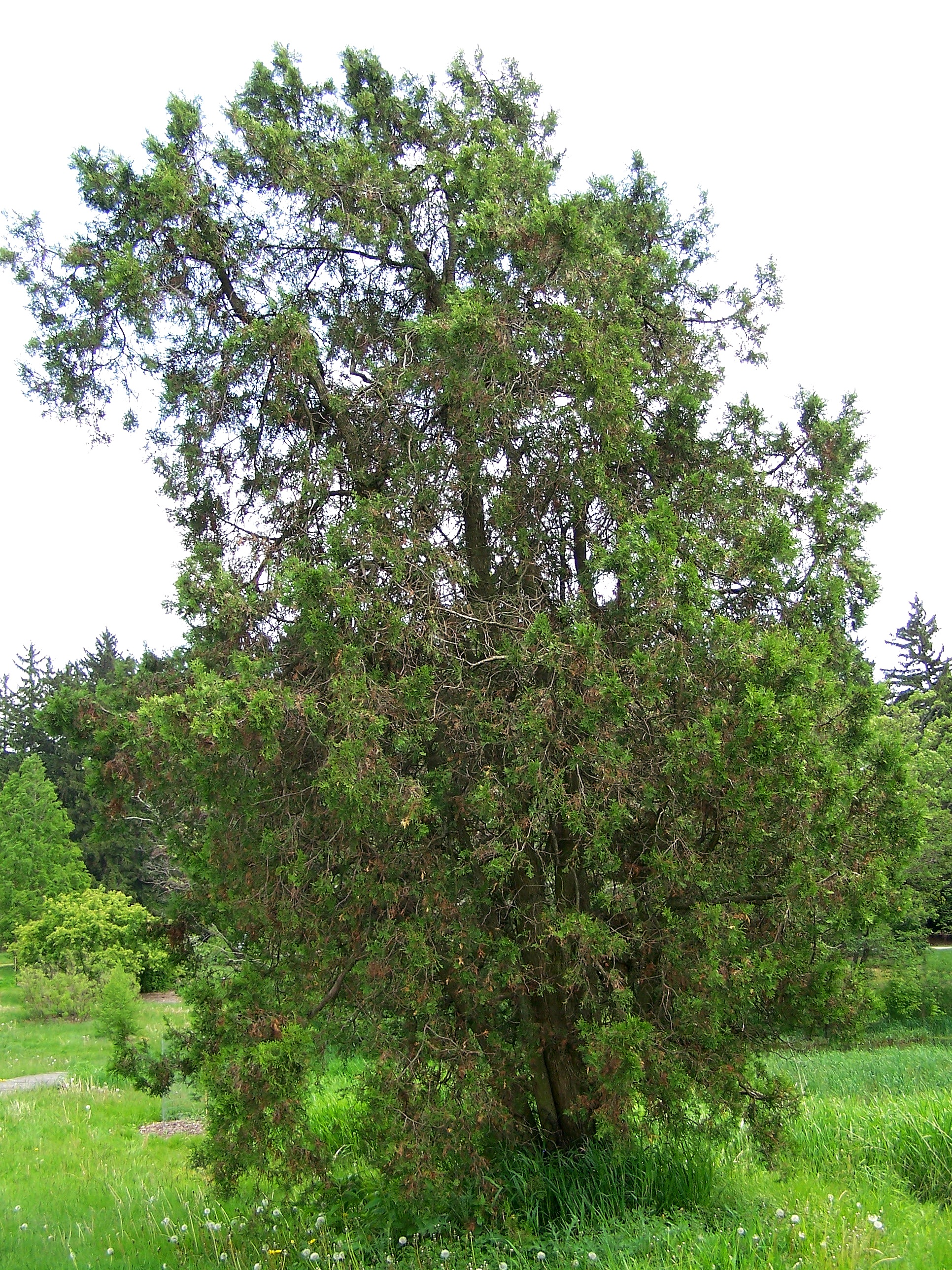

العفص الشرقي   أو شجرة الحياة أو ثويا شرقية (الاسم العلمي: Platycladus  orientalis)، هو نبات ينتمي إلى سروية (فصيلة: Cupressaceae). شجرة بطيئة النمو متوسطة القد تعلو من 7 إلى 15 م. أوراقها خافتة العرف لونها إلى الخضار السوي الذي ينحرف إلى الجؤوة من أواسط الخريف إلى آواخر الشتاء ثم يعود إلى الأخضر العابق فالزهي فالباهت. أكرازها صغيرة مخروطية شديدة الخضار. تصلح للتزيين. أخشابها صناعية. لقد كانت هذه الشجرة تابعة للجنس Thuya أي عفص (جنس)، صم اتضح نتيجة الدراسات التفصيلية أن صفاتها لا تنسجم معه لذلك فُصلت إلى جنس جديد يُسمَّى Biota وهو وحيد النوع. لذلك تشير بعض المراجع إليها باسم تويا أو تُويَا شرقية.